# Ferendia
Ferendia, 1910 és 1919 között Ferend falu Romániában, a Bánátban, Temes megyében.

## Fekvése
Temesvártól 70 kilométerre délkeletre fekszik.

## Nevének eredete
A középkori Zeurin (1323) vagy Zeurind (1353/1493) falu neve valószínűleg a szerbben lett előbb Szeferendia (Sıfırındıya, 1569), majd a szerbben vagy a románban Ferendia. 1700 után Ferendia, 1717-ben Werendia, 1723–25-ben Firendia alakban említették. Nevét a helységnévrendezés alatt, a község tiltakozása ellenére változtatták meg.

## Története
1717-ben harminc házzal és román lakossággal írták össze. Az 1830-as években Karl Pidoll von Quittenbach vásárolta meg, és az ő családja bírta 1880-ig. 1900 után tulajdonosa, Szent-Ivány Oszkár a birtokot felparcelláztatta. Az 1910-es években hozzátartozott az Irma- és a Valé-major.
1880-ban 1227 lakosából 991 volt román, 147 magyar és 28 német anyanyelvű; 1025 ortodox és 165 római katolikus vallású.
2002-ben 510 lakosából 479 volt román és 25 magyar nemzetiségű; 452 ortodox, 28 római katolikus és 25 baptista vallású.

## Nevezetességek
- A faluban megmaradt egy 19. századi gabonasiló, amely a romániai műemlékek jegyzékében a TM-II-m-B-20179 sorszámon szerepel.[3]

## Híres emberek
- Itt született 1897-ben Ioachim Miloia művészettörténész.